# Nati il 26 gennaio
| Questa pagina contiene informazioni ricavate automaticamente dalle voci biografiche con l'ausilio del template Bio e di un bot. L'aggiornamento è periodico e automatico e ricostruisce completamente la pagina. Se manca una persona in questa lista, sei pregato di non aggiungerla, ma accertati piuttosto che la sua voce biografica contenga il template Bio e che i dati anagrafici siano correttamente compilati. Se il template Bio manca, inseriscilo tu stesso o, in alternativa, metti l'avviso {{tmp\|Bio}} che ne segnala la mancanza. Se i dati riportati sono sbagliati, correggi direttamente la voce biografica; le modifiche saranno visibili in questa lista entro pochi giorni. Per chiarimenti vedi il progetto biografie. La lista contiene solo le 1.153 persone che sono citate nell'enciclopedia e per le quali è stato implementato correttamente il template Bio. Pagina aggiornata al 5 ago 2025. |

## II secolo(1)
- 183 - Lady Zhen, cinese († 221)

## XV secolo(4)
- 1436 - Henry Beaufort, III duca di Somerset, condottiero inglese († 1464)
- 1468 - Guillaume Budé, umanista francese († 1540)
- 1493 - Ippolita Sforza, nobile italiana († 1501)
- 1497 - Go-Nara, imperatore giapponese († 1557)

## XVI secolo(5)
- 1551 - Leonardo Mocenigo, politico italiano († 1627)
- 1555 - Carlo II di Monaco, sovrano monegasco († 1589)
- 1582 - Giovanni Lanfranco, pittore italiano († 1647)
- 1590 - Livia Vernazza, italiana († 1655)
- 1595 - Antonio Maria Abbatini, compositore italiano († 1679)

## XVII secolo(11)
- 1606 - Ludovico Buglio, missionario, gesuita e sinologo italiano († 1682)
- 1624 - Giorgio Guglielmo di Brunswick-Lüneburg, nobile tedesco († 1705)
- 1632 - Marie Charlotte de La Trémoille, nobildonna francese († 1682)
- 1650 - Giovanni Bolla, pittore italiano († 1735)
- 1657 - William Wake, arcivescovo anglicano inglese († 1737)
- 1667 - Elizabeth Percy, baronessa Percy, nobile inglese († 1722)
- 1670 - Jacob van Schuppen, pittore francese († 1751)
- 1672 - Anna Mons, tedesca († 1714)
- 1682 - Benjamin Lay, attivista inglese († 1759)
- 1698 - Pietro Antonio Raimondi, vescovo cattolico italiano († 1768)
- 1699 - Ambrogio Caracciolo, I principe di Torchiarolo, principe e militare italiano († 1746)

## XVIII secolo(33)
- 1712 - Jacopo Puccini, compositore e organista italiano († 1781)
- 1714 - Jean-Baptiste Pigalle, scultore francese († 1785)
- 1715 - Claude-Adrien Helvétius, filosofo e scrittore francese († 1771)
- 1726 - Augustin Roux, traduttore e medico francese († 1776)
- 1728 - Godefroy de La Tour d'Auvergne, nobile francese († 1792)
- 1734 - Andrea Benedetto Ganassoni, arcivescovo cattolico italiano († 1786)
- 1739 - Charles François Dumouriez, generale francese († 1823)
- 1739 - George Spencer, IV duca di Marlborough, nobile, politico e militare inglese († 1817)
- 1753 - Elizabeth Hamilton, nobildonna scozzese († 1797)
- 1759 - James Maitland Lauderdale, nobile e economista britannico († 1839)
- 1763 - Jean-Baptiste Jules Bernadotte, generale francese († 1844)
- 1766 - Francisco de São Luiz Saraiva, cardinale e patriarca cattolico portoghese († 1845)
- 1769 - Bernardino Morra di Lauriano, archeologo italiano († 1851)
- 1770 - Niccolò Cacciatore, astronomo italiano († 1841)
- 1773 - Niccolao Giorgini, politico italiano († 1854)
- 1778 - Jakob von Washington, militare olandese († 1848)
- 1781 - Achim von Arnim, scrittore tedesco († 1831)
- 1782 - William George Keith Elphinstone, generale britannico († 1842)
- 1783 - Augusta Leigh, nobile britannica († 1851)
- 1783 - Helmina von Chézy, scrittrice, librettista e giornalista tedesca († 1856)
- 1784 - Joseph de Cadoudal, generale francese († 1852)
- 1786 - Benjamin Robert Haydon, pittore britannico († 1846)
- 1789 - Carl Friedrich Kotschy, teologo e botanico austriaco († 1856)
- 1790 - Gioacchino Prati, patriota italiano († 1863)
- 1791 - Girolamo Luigi Calvi, storico dell'arte, pittore e scrittore italiano († 1872)
- 1793 - Giovanni Antonio Pagliacciù della Planargia, militare e politico italiano († 1860)
- 1793 - Georg Merz, ottico tedesco († 1867)
- 1794 - Alberto Gabba, matematico italiano († 1868)
- 1795 - Policarpa Salavarrieta, agente segreto colombiana († 1817)
- 1795 - Amalia di Baden, principessa († 1869)
- 1797 - Matija Čop, storico, linguista e insegnante sloveno († 1835)
- 1798 - Salvatore Sforza Cesarini, VII principe di Genzano, principe italiano († 1832)
- 1799 - Émile Clapeyron, ingegnere e fisico francese († 1864)

## XIX secolo(171)
- 1802 - Casimir Lefaucheux, inventore francese († 1852)
- 1802 - Vincenza Maria Poloni, religiosa italiana († 1855)
- 1803 - Caterina Franceschi Ferrucci, scrittrice, poetessa e patriota italiana († 1887)
- 1804 - Eugène Sue, scrittore francese († 1857)
- 1806 - Franz Volkmar Fritzsche, filologo classico tedesco († 1887)
- 1806 - Antonio Gussalli, letterato italiano († 1884)
- 1807 - Giuseppe Macinata, pittore italiano († 1874)
- 1807 - Alfred von Neipperg, generale e politico austriaco († 1865)
- 1811 - Patrizio Rizzotti, banchiere italiano († 1874)
- 1811 - Robert Scott, grecista inglese († 1887)
- 1813 - Juan Pablo Duarte, politico dominicano († 1876)
- 1815 - Arthur MacArthur, politico, avvocato e giudice statunitense († 1896)
- 1816 - Eugenio Agneni, patriota e pittore italiano († 1879)
- 1818 - Amédée de Noé, illustratore e fumettista francese († 1879)
- 1820 - Heinrich von Littrow, cartografo e scrittore austriaco († 1895)
- 1821 - Giovanni Spertini, scultore e pittore italiano († 1895)
- 1824 - Lorenzo Gelati, pittore italiano († 1899)
- 1826 - Julius Adam I, pittore e fotografo tedesco († 1874)
- 1826 - Julia Grant, first lady statunitense († 1902)
- 1827 - Paolo Giuseppe Maria Serci Serra, arcivescovo cattolico italiano († 1900)
- 1828 - Hubert Geresme, operaio francese († 1890)
- 1829 - Gennaro Celli, magistrato italiano († 1895)
- 1829 - Lodovico Trotti Bentivoglio, nobile, patriota e militare italiano († 1914)
- 1831 - Anton de Bary, botanico e micologo tedesco († 1888)
- 1831 - Mary Mapes Dodge, scrittrice e editrice statunitense († 1905)
- 1833 - Elisabet Ney, scultrice tedesca († 1907)
- 1834 - Angelo Grasso, impresario teatrale italiano († 1888)
- 1834 - Marie Sasse, soprano belga († 1907)
- 1835 - Vasilij Bezekirskij, violinista e docente russo († 1919)
- 1835 - Bruto Bruti, generale italiano († 1918)
- 1835 - Anton Wilhelm von Cetto, diplomatico e nobile tedesco († 1906)
- 1836 - Luigi Fabio, patriota e militare italiano († 1890)
- 1836 - Lucius Frederick Hubbard, politico statunitense († 1913)
- 1838 - Ignacio María González, politico dominicano († 1915)
- 1840 - Antonio Mattei, patriota e politico italiano († 1883)
- 1840 - Édouard Vaillant, politico francese († 1915)
- 1841 - Franziskus von Sales Bauer, cardinale e arcivescovo cattolico ceco († 1915)
- 1841 - Émile Laporte, scultore e pittore francese († 1919)
- 1842 - François Coppée, poeta, drammaturgo e scrittore francese († 1908)
- 1843 - Aleksandra Potanina, etnografa e esploratrice russa († 1893)
- 1844 - Riccardo Montalban, politico italiano († 1906)
- 1845 - Lazzaro Donati, banchiere italiano († 1932)
- 1847 - John Bates Clark, economista statunitense († 1938)
- 1848 - Pio Foà, medico e politico italiano († 1923)
- 1849 - Francesco Flores D'Arcais, matematico italiano († 1927)
- 1849 - Dionigi Scalas, politico italiano († 1901)
- 1852 - Gustave Bord, storico, docente e saggista francese († 1934)
- 1852 - Frederick Corder, musicista, compositore e musicologo britannico († 1932)
- 1852 - Pietro Savorgnan di Brazzà, esploratore italiano († 1905)
- 1853 - Ivan Konstantinovič Grigorovič, ammiraglio russo († 1930)
- 1853 - Anto Gvozdenović, militare e politico montenegrino († 1935)
- 1854 - George Francis Atkinson, botanico, micologo e aracnologo statunitense († 1918)
- 1854 - Gabriele Buccola, psichiatra e psicologo italiano († 1885)
- 1854 - Marcelle Renée Lancelot Croce, pittrice e scultrice francese
- 1854 - Luigi Adriano Milani, numismatico, filologo e museologo italiano († 1914)
- 1855 - Ettore Ponti, politico, dirigente d'azienda e dirigente pubblico italiano († 1919)
- 1856 - Eugenio Tanzi, psichiatra italiano († 1934)
- 1857 - Adolf Jülicher, teologo e biblista tedesco († 1938)
- 1857 - Trinle Gyatso, monaco buddhista tibetano († 1875)
- 1860 - Harry Micajah Daugherty, politico statunitense († 1941)
- 1861 - Louis Anquetin, pittore francese († 1932)
- 1861 - Arturo Ferrari, pittore italiano († 1932)
- 1865 - Sabino Arana, politico spagnolo († 1903)
- 1865 - Franz Kneisel, violinista e docente romeno († 1926)
- 1866 - Jack Cady, golfista statunitense († 1933)
- 1866 - John Whitridge Williams, medico statunitense († 1931)
- 1868 - Theodore Sherman Palmer, zoologo e naturalista statunitense († 1955)
- 1869 - George Douglas Brown, romanziere e giornalista scozzese († 1902)
- 1869 - Charles Bunyan, calciatore e allenatore di calcio inglese († 1922)
- 1869 - Beatrice Hill-Lowe, arciera irlandese († 1951)
- 1870 - Julius Bretz, pittore tedesco († 1953)
- 1870 - Pëtr Berngardovič Struve, economista, giurista e politico russo († 1944)
- 1871 - Samuel Hopkins Adams, scrittore statunitense († 1958)
- 1871 - Oscar Asche, attore, regista e sceneggiatore australiano († 1936)
- 1871 - Michel Camélat, drammaturgo, poeta e scrittore francese († 1962)
- 1871 - Ernst Schwalbe, patologo tedesco († 1920)
- 1871 - Paul West, sceneggiatore statunitense († 1918)
- 1872 - Arthur Blake, mezzofondista e maratoneta statunitense († 1944)
- 1872 - Emilio Pasini, pittore italiano († 1953)
- 1872 - Maurice Pujo, giornalista e politico francese († 1955)
- 1874 - Jozef Brudzinski, pediatra polacco († 1917)
- 1874 - Arturo Ciano, ammiraglio e imprenditore italiano († 1943)
- 1874 - Edoardo De Albertis, scultore, pittore e illustratore italiano († 1950)
- 1874 - Ralph Taylor, arciere statunitense († 1958)
- 1876 - Alda Costa, docente italiana († 1944)
- 1876 - Antonino Mango di Casalgerardo, araldista e storico italiano († 1948)
- 1877 - Kees van Dongen, pittore olandese († 1968)
- 1878 - Anna Demidova, insegnante russa († 1918)
- 1878 - Ugo Pignetti, generale italiano († 1968)
- 1878 - Gaetano Ronzoni, medico italiano († 1940)
- 1878 - Rudolf Alexander Schröder, scrittore, architetto e pittore tedesco († 1962)
- 1878 - Luigi Maria Filippo d'Orléans-Braganza, principe e scrittore brasiliano († 1920)
- 1879 - Beatrice Hastings, giornalista, scrittrice e poetessa inglese († 1943)
- 1879 - Richard Mohr, schermidore francese († 1918)
- 1879 - Luigi Rachel, compositore italiano († 1949)
- 1879 - Hugo Riesenfeld, compositore austriaco († 1939)
- 1879 - Charles Smith, pallanuotista britannico († 1951)
- 1879 - Alfred Eckhard Zimmern, storico e politologo britannico († 1957)
- 1880 - Sylvia Ashton, attrice statunitense († 1940)
- 1880 - Gunnar Helsengreen, attore, regista e sceneggiatore danese († 1939)
- 1880 - Douglas MacArthur, generale statunitense († 1964)
- 1880 - William Gray Purcell, architetto statunitense († 1965)
- 1880 - Willy de Vos, calciatore olandese († 1957)
- 1881 - Paul E. Burns, attore statunitense († 1967)
- 1881 - Alfons Paquet, drammaturgo, scrittore e giornalista tedesco († 1944)
- 1882 - André Rischmann, rugbista a 15 francese († 1955)
- 1882 - Giuseppe Stefanini, geografo, geologo e paleontologo italiano († 1938)
- 1882 - Franciszek Stryjas, beato polacco († 1944)
- 1883 - Kees Bekker, calciatore olandese († 1964)
- 1883 - Hans Georg von Mackensen, politico, ambasciatore e generale tedesco († 1947)
- 1883 - Bindo Maserati, ingegnere e imprenditore italiano († 1980)
- 1884 - Roy Chapman Andrews, zoologo e esploratore statunitense († 1960)
- 1884 - Alberto Castellani, linguista italiano († 1932)
- 1884 - Walter Meanwell, allenatore di pallacanestro inglese († 1953)
- 1884 - Edward Sapir, linguista, etnologo e antropologo statunitense († 1939)
- 1885 - Harry Ricardo, ingegnere britannico († 1974)
- 1885 - Per Thorén, pattinatore artistico su ghiaccio svedese († 1962)
- 1886 - Robert De Veen, calciatore e allenatore di calcio belga († 1939)
- 1886 - Luigi Garrone, attore italiano († 1950)
- 1886 - Fidel Pagés, medico spagnolo († 1923)
- 1887 - François Faber, ciclista su strada lussemburghese († 1915)
- 1887 - Luigi Maria Magistretti, arpista italiano († 1956)
- 1887 - Marc Mitscher, ammiraglio statunitense († 1947)
- 1887 - Violet Wegner, attrice e cantante britannica († 1960)
- 1888 - Amar Prakash, principe indiano († 1933)
- 1888 - Giacomo Rolla, calciatore italiano († 1934)
- 1889 - Maria Abriani, patriota italiana († 1966)
- 1889 - Albert Auger, militare e aviatore francese († 1917)
- 1889 - Guido Barbarisi, attore e regista italiano († 1960)
- 1889 - Ceccarius, giornalista italiano († 1972)
- 1889 - Robert Cloughen, velocista statunitense († 1930)
- 1889 - Gallo Galli, filosofo italiano († 1974)
- 1889 - Giacomo Roseo, calciatore, dirigente d'azienda e dirigente sportivo italiano († 1967)
- 1889 - Jeanne de Salzmann, mistica svizzera († 1990)
- 1890 - Grantly Dick-Read, ginecologo britannico († 1959)
- 1890 - Rosa Pisaneschi, traduttrice italiana († 1960)
- 1890 - Marco Saviane, calciatore italiano
- 1890 - Marcel Triboulet, calciatore francese († 1939)
- 1891 - Frank Costello, mafioso italiano († 1973)
- 1891 - Eugène Dhers, ciclista su strada francese († 1980)
- 1891 - Il'ja Grigor'evič Ėrenburg, giornalista e scrittore sovietico († 1967)
- 1891 - Eccard von Gablenz, generale tedesco († 1978)
- 1891 - Charles Journet, cardinale e teologo svizzero († 1975)
- 1891 - Wilder Penfield, neurologo canadese († 1976)
- 1892 - Settimio Bruna, politico italiano († 1984)
- 1892 - André Chotin, regista francese († 1954)
- 1892 - Bessie Coleman, aviatrice statunitense († 1926)
- 1892 - Zara Cully, attrice statunitense († 1978)
- 1893 - Luigi Andreoli, calciatore italiano († 1955)
- 1893 - Alfredo Cucco, politico e medico italiano († 1968)
- 1893 - Frank Nighbor, hockeista su ghiaccio canadese († 1966)
- 1893 - Giuseppe Genco Russo, mafioso e politico italiano († 1976)
- 1895 - Luigi Cadorin, militare italiano († 1940)
- 1895 - Cesare Magistrini, ufficiale e aviatore italiano († 1958)
- 1895 - Domenico Marchetti, calciatore italiano
- 1895 - Karel Steiner, calciatore cecoslovacco († 1934)
- 1896 - Alberto Bragaglia, pittore italiano († 1985)
- 1896 - Alfred J. Goulding, regista e sceneggiatore australiano († 1972)
- 1896 - Josef Kiss, aviatore austro-ungarico († 1918)
- 1897 - Erwin Blumenfeld, fotografo tedesco († 1969)
- 1897 - Curt Sjöberg, ginnasta e tuffatore svedese († 1948)
- 1898 - Pëtr Anochin, fisiologo sovietico († 1974)
- 1898 - Katarzyna Kobro, scultrice polacca († 1951)
- 1898 - Francesco Martella, antifascista italiano († 1943)
- 1899 - Pina Ballario, scrittrice italiana († 1971)
- 1899 - Roland Cubitt, III barone Ashcombe, nobile inglese († 1962)
- 1899 - May Miller, poetessa, drammaturga e docente statunitense († 1995)
- 1899 - Angelo Volontè, presbitero italiano († 1975)
- 1900 - Andy Auld, calciatore scozzese († 1977)
- 1900 - Spartaco Di Ciolo, scultore e incisore italiano († 1968)
- 1900 - Yva, fotografa tedesca († 1944)

## XX secolo(888)
- 1901 - Sebastiano Larco Silva, architetto italiano
- 1901 - Mariano Picón Salas, scrittore, diplomatico e storico venezuelano († 1965)
- 1901 - Paolo Porta, avvocato e funzionario italiano († 1945)
- 1901 - Henrique da Silveira, schermidore portoghese († 1973)
- 1902 - Menno ter Braak, scrittore olandese († 1940)
- 1902 - Giulio Sansoni, calciatore italiano
- 1903 - Knut Ellingsrud, calciatore norvegese († 1988)
- 1903 - David Granger, bobbista statunitense († 2002)
- 1904 - Walter Bigiavi, giurista italiano († 1968)
- 1904 - Renato Clerici, calciatore italiano († 1975)
- 1904 - Jean Facchinetti, calciatore svizzero († 1965)
- 1904 - Chandler House, montatore e attore statunitense († 1982)
- 1904 - Seán MacBride, politico irlandese († 1988)
- 1904 - Andrew Marton, regista, montatore e produttore cinematografico ungherese († 1992)
- 1904 - Casimiro Morcillo González, arcivescovo cattolico spagnolo († 1971)
- 1904 - Marcus Nikkanen, pattinatore artistico su ghiaccio finlandese († 1985)
- 1904 - Giuseppe Tarlao, calciatore italiano († 1978)
- 1905 - John Carmel Heenan, cardinale e arcivescovo cattolico britannico († 1975)
- 1905 - Charles Lane, attore e doppiatore statunitense († 2007)
- 1905 - Bernhard Minetti, attore tedesco († 1998)
- 1905 - Alberto Pagliarini, calciatore italiano († 1976)
- 1905 - Maria Augusta Trapp, cantante e scrittrice austriaca († 1987)
- 1905 - Pier Luigi Vestrini, canottiere e pittore italiano († 1989)
- 1906 - Ján Golian, generale cecoslovacco († 1945)
- 1906 - Otomar Kubala, militare slovacco († 1946)
- 1907 - María Luisa Anido, chitarrista e compositrice argentina († 1996)
- 1907 - Hans Selye, medico austriaco († 1982)
- 1908 - Percy Beard, ostacolista e allenatore di atletica leggera statunitense († 1990)
- 1908 - Gunnar Berggren, pugile svedese († 1983)
- 1908 - Jill Esmond, attrice britannica († 1990)
- 1908 - Stéphane Grappelli, violinista, pianista e compositore francese († 1997)
- 1908 - Harry Isaacs, pugile sudafricano († 1961)
- 1908 - Dennis Moore, attore statunitense († 1964)
- 1908 - Gideon Ståhlberg, scacchista svedese († 1967)
- 1908 - René Georges Weill, militare francese († 1942)
- 1909 - Sverre Brodahl, sciatore nordico norvegese († 1998)
- 1909 - Bernardo Castagneri, partigiano italiano († 1945)
- 1909 - Alois Dvořáček, cestista cecoslovacco
- 1909 - Alexander King, imprenditore britannico († 2007)
- 1909 - Mirko Manzotti, medico, politico e funzionario italiano († 1979)
- 1909 - René Étiemble, scrittore, sinologo e saggista francese († 2002)
- 1910 - Jean Image, regista e animatore ungherese († 1989)
- 1910 - Elmar Klos, regista e sceneggiatore ceco († 1993)
- 1910 - Andreas Nilsson, calciatore svedese († 2011)
- 1911 - Max Gluckman, antropologo sudafricano († 1975)
- 1911 - Polykarp Kusch, fisico tedesco († 1993)
- 1913 - Mario Riva, conduttore televisivo, conduttore radiofonico e attore italiano († 1960)
- 1913 - Oliviero Edelli, calciatore italiano
- 1913 - Aldo Mattei, calciatore italiano († 1961)
- 1913 - William Prince, attore statunitense († 1996)
- 1913 - Jimmy Van Heusen, compositore e pianista statunitense († 1990)
- 1913 - Richard Vogt, pugile tedesco († 1988)
- 1914 - Dürrüşehvar Sultan, principessa ottomana († 2006)
- 1914 - Vittorio Erba, calciatore italiano
- 1914 - Émile Laermans, cestista belga
- 1914 - Walter Stuempfig, pittore statunitense († 1970)
- 1914 - Mario Vetrone, fisico, matematico e politico italiano († 1981)
- 1915 - Aldo Boffi, calciatore italiano († 1987)
- 1915 - Chuck Crate, politico canadese († 1992)
- 1915 - Rezső Eszéki, cestista e allenatore di pallacanestro ungherese († 1997)
- 1915 - Carlo Faggioni, aviatore italiano († 1944)
- 1915 - Mario Giansone, scultore e pittore italiano († 1997)
- 1915 - Curt McMahon, cestista statunitense († 1978)
- 1915 - Maxime Rodinson, islamista francese († 2004)
- 1915 - Scipio Secondo Slataper, militare italiano († 1943)
- 1916 - Feliciano Benvenuti, giurista e avvocato italiano († 1999)
- 1916 - Loris Biagioni, politico italiano († 1998)
- 1916 - Giuseppe Maria Scotese, pittore e regista italiano († 2002)
- 1916 - Renato Tartarotti, militare e poliziotto italiano († 1945)
- 1916 - Giovanni Venditto, calciatore italiano († 1974)
- 1917 - Edgar Barth, pilota automobilistico tedesco († 1965)
- 1917 - Domenico Massa, ciclista su strada italiano († 2008)
- 1917 - Carla Ragionieri, regista, pianista e attrice italiana († 2007)
- 1917 - William Verity Jr., imprenditore e politico statunitense († 2007)
- 1917 - Louis Zamperini, mezzofondista e militare statunitense († 2014)
- 1918 - Nicolae Ceaușescu, politico e militare rumeno († 1989)
- 1918 - Philip José Farmer, scrittore e autore di fantascienza statunitense († 2009)
- 1918 - Genserico Fontana, militare italiano († 1944)
- 1918 - Bill Hapac, cestista e allenatore di pallacanestro statunitense († 1967)
- 1918 - Ostavo Mincarelli, calciatore e allenatore di calcio italiano († 1997)
- 1918 - Vito Scotti, attore statunitense († 1996)
- 1918 - Albert Sercu, ciclista su strada, pistard e dirigente sportivo belga († 1978)
- 1918 - Amy Witting, scrittrice e poetessa australiana († 2001)
- 1919 - Tom Aherne, calciatore irlandese († 1999)
- 1919 - Frances Bible, mezzosoprano statunitense († 2001)
- 1919 - Francesco Cavalera, generale e aviatore italiano († 2013)
- 1919 - Igor Gouzenko, funzionario sovietico († 1982)
- 1919 - Valentino Mazzola, calciatore italiano († 1949)
- 1919 - Bill Nicholson, calciatore e allenatore di calcio inglese († 2004)
- 1920 - Anton Beleš, calciatore slovacco († 1992)
- 1920 - Derek Bond, attore e sindacalista britannico († 2006)
- 1920 - Hans Holzer, scrittore austriaco († 2009)
- 1920 - Heinz Keßler, politico e generale tedesco-orientale († 2017)
- 1920 - Luigi Morandi, militare e partigiano italiano († 1944)
- 1920 - Alberto Mario Moriconi, poeta italiano († 2010)
- 1921 - Tancredi Dotta Rosso, politico italiano († 1976)
- 1921 - Erich Kostner, dirigente sportivo italiano († 2018)
- 1921 - Akio Morita, fisico e imprenditore giapponese († 1999)
- 1922 - Mario Fernández, calciatore argentino
- 1922 - Stella Maris, attrice italiana († 2018)
- 1922 - Gil Merrick, allenatore di calcio e calciatore britannico († 2010)
- 1922 - Josef Toms, cestista cecoslovacco († 2016)
- 1923 - Giuliano Bertuccioli, sinologo e diplomatico italiano († 2001)
- 1923 - Aldo Boggia, calciatore svizzero († 2003)
- 1923 - Aldo Davanzali, imprenditore italiano († 2005)
- 1923 - Vladimir Isaakovič Del'man, direttore d'orchestra sovietico († 1994)
- 1923 - Anne Jeffreys, attrice, soprano e modella statunitense († 2017)
- 1923 - Erhard Meinhold, calciatore tedesco orientale († 2013)
- 1923 - Eva Preussová, cestista cecoslovacca († 2016)
- 1924 - Alice Babs, cantante e attrice svedese († 2014)
- 1924 - Warren Benson, compositore statunitense († 2005)
- 1924 - Ángel Cerilla, calciatore uruguaiano
- 1924 - Ugo De Censi, presbitero e missionario italiano († 2018)
- 1924 - Armand Gatti, drammaturgo, scenografo e regista francese († 2017)
- 1924 - Rafael Ghazaryan, fisico e politico armeno († 2007)
- 1924 - Roberto Gianviti, sceneggiatore e scrittore italiano († 1999)
- 1924 - Henri Pichette, poeta e drammaturgo francese († 2000)
- 1925 - Bogdan Jerković, regista, direttore artistico e docente croato († 2009)
- 1925 - Joan Leslie, attrice statunitense († 2015)
- 1925 - Paul Newman, attore e regista statunitense († 2008)
- 1925 - Luisa Rossi, attrice italiana († 1984)
- 1925 - Karel Čapek, calciatore cecoslovacco
- 1926 - José María Valverde, poeta, linguista e traduttore spagnolo († 1996)
- 1927 - José Azcona del Hoyo, politico honduregno († 2005)
- 1927 - Pedro Masó, regista spagnolo († 2008)
- 1927 - Victor Mees, calciatore belga († 2012)
- 1927 - Bob O'Brien, cestista statunitense († 2008)
- 1927 - William Redfield, attore statunitense († 1976)
- 1927 - Holger Hansson, calciatore e allenatore di calcio svedese († 2014)
- 1928 - Peder Borgen, pastore protestante, teologo e storico delle religioni norvegese († 2023)
- 1928 - Domenico Borraccino, politico italiano († 2001)
- 1928 - Abdellatif Filali, politico marocchino († 2009)
- 1928 - Dick Nash, trombonista statunitense
- 1928 - Fulvio Pieroni, arbitro di calcio, dirigente sportivo e calciatore italiano († 2016)
- 1928 - Guido Rocca, scrittore, drammaturgo e sceneggiatore italiano († 1961)
- 1928 - Roger Vadim, regista, sceneggiatore e attore francese († 2000)
- 1929 - Jules Feiffer, sceneggiatore, fumettista e disegnatore statunitense († 2025)
- 1929 - Ada Fighiera-Sikorska, esperantista polacca († 1996)
- 1929 - Frank Marshall, allenatore di calcio e calciatore inglese († 2015)
- 1929 - Gordon Solie, commentatore televisivo e giornalista statunitense († 2000)
- 1930 - Thomas John Gumbleton, vescovo cattolico statunitense († 2024)
- 1930 - Assar Lindbeck, economista svedese († 2020)
- 1930 - James McLean, mafioso statunitense († 1965)
- 1931 - Guido Artom, imprenditore e politico italiano († 2017)
- 1931 - Paolo Bertolani, scrittore e poeta italiano († 2007)
- 1931 - Jaroslav Borovička, calciatore cecoslovacco († 1992)
- 1931 - Gian Pietro Galizzi, politico italiano († 2012)
- 1931 - Alfred Lynch, attore britannico († 2003)
- 1931 - Mary Murphy, attrice statunitense († 2011)
- 1931 - Bernard Panafieu, cardinale e arcivescovo cattolico francese († 2017)
- 1931 - Ernst Wechselberger, calciatore e allenatore di calcio svizzero († 2013)
- 1932 - Coxsone Dodd, produttore discografico giamaicano († 2004)
- 1932 - Dionigi Galletto, matematico italiano († 2011)
- 1932 - Luigi Pierini, presbitero italiano († 2016)
- 1933 - Ercole Baldini, ciclista su strada e pistard italiano († 2022)
- 1933 - Bengt Berndtsson, calciatore svedese († 2015)
- 1933 - Salvatore Cortese, inventore italiano († 2007)
- 1933 - Vito Ferrara, politico italiano († 1997)
- 1933 - Anil Ganguly, regista e sceneggiatore indiano († 2016)
- 1933 - Javier Lozano Barragán, cardinale e arcivescovo cattolico messicano († 2022)
- 1933 - Ian MacFarlane, allenatore di calcio e calciatore scozzese († 2019)
- 1933 - Juan Carlos Díaz Quincoces, calciatore spagnolo († 2002)
- 1933 - Silvano Tessari, ciclista su strada italiano († 2002)
- 1933 - Eldar Šengelaja, regista, sceneggiatore e politico georgiano († 2025)
- 1934 - Marco Conti, politico e giornalista italiano († 2016)
- 1934 - Ottavio Garaventa, tenore italiano († 2014)
- 1934 - Charles Marowitz, drammaturgo e scrittore statunitense († 2014)
- 1934 - Umberto Meggiolaro, calciatore italiano († 2002)
- 1934 - Luis Otaño, ex ciclista su strada e ciclocrossista spagnolo
- 1934 - Giuseppe Romagnolo, allenatore di calcio e calciatore italiano († 2016)
- 1934 - John Salisbury, ex velocista britannico
- 1934 - Andrzej Tomaszewski, architetto, urbanista e storico dell'architettura polacco († 2010)
- 1934 - Bob Uecker, giocatore di baseball e attore statunitense († 2025)
- 1935 - Corrado Augias, giornalista, scrittore e conduttore televisivo italiano
- 1935 - Cris Huerta, attore portoghese († 2004)
- 1935 - Henry Jordan, giocatore di football americano statunitense († 1977)
- 1935 - Gianguido Milanesi, schermidore italiano († 2023)
- 1935 - Franco Nicolini, criminale italiano († 1978)
- 1935 - Friðrik Ólafsson, scacchista islandese († 2025)
- 1935 - Emilio Pasquini, filologo e storico della letteratura italiano († 2020)
- 1935 - Paula Rego, pittrice portoghese († 2022)
- 1935 - Italo Signorini, antropologo italiano († 1994)
- 1935 - Fulvio Tomizza, scrittore italiano († 1999)
- 1936 - Sal Buscema, fumettista statunitense
- 1936 - Théo Sarapo, cantante e attore francese († 1970)
- 1937 - Pablo Acosta Villarreal, criminale messicano († 1987)
- 1937 - Fausto Colombo, architetto e urbanista italiano († 2010)
- 1937 - Hubert Ferrer, ciclista su strada e pistard francese
- 1937 - Álvaro Gaxiola, tuffatore messicano († 2003)
- 1937 - Joseph Saidu Momoh, politico sierraleonese († 2003)
- 1938 - Henry Jaglom, regista, attore e sceneggiatore inglese
- 1938 - Paul Slovic, psicologo statunitense
- 1938 - Tibor Szalay, ex calciatore ungherese
- 1939 - Brian Garfield, scrittore statunitense († 2018)
- 1939 - Stefano Garroni, filosofo italiano († 2014)
- 1939 - Giorgio Lattanzi, magistrato italiano
- 1939 - Antonio Mota, calciatore messicano († 1986)
- 1940 - Eddy Boas, scrittore olandese
- 1940 - Nando De Luca, pianista, arrangiatore e compositore italiano
- 1940 - Giovanni Dettori, vescovo cattolico italiano
- 1940 - Séamus Hegarty, vescovo cattolico britannico († 2019)
- 1940 - Douglas Jackson, regista e produttore cinematografico canadese
- 1940 - Frank Large, calciatore inglese († 2003)
- 1940 - Ettore Spalletti, pittore e scultore italiano († 2019)
- 1940 - Hubie White, ex cestista statunitense
- 1941 - Willy Bocklant, ciclista su strada belga († 1985)
- 1941 - Alex Colon, attore portoricano († 1995)
- 1941 - Arturo Di Modica, scultore italiano († 2021)
- 1941 - Gertraud Gaber, ex sciatrice alpina austriaca
- 1941 - Mario Geymonat, filologo classico e latinista italiano († 2012)
- 1941 - Scott Glenn, attore statunitense
- 1941 - Kurt Laurenz Metzler, scultore svizzero († 2024)
- 1941 - Alcide Paganelli, pilota automobilistico italiano
- 1941 - Doug Rogers, judoka canadese († 2020)
- 1941 - Antonio Satta, politico italiano
- 1941 - Yōji Shimizu, pallanuotista giapponese
- 1942 - Takaho Kojima, goista giapponese
- 1942 - Hans-Jörg Krüger, cestista tedesco († 2023)
- 1942 - Maria Virginia Onorato, attrice, sceneggiatrice e regista italiana († 2017)
- 1942 - Koen Wessing, fotografo olandese († 2011)
- 1943 - Thom Bell, cantautore e produttore discografico statunitense († 2022)
- 1943 - Colette Descombes, attrice francese
- 1943 - Susan Griffin, saggista, poeta e drammaturga statunitense
- 1943 - Soad Hosny, attrice e cantante egiziana († 2001)
- 1943 - Wolfgang Müller, atleta tedesco
- 1943 - Annamaria Palermo, sinologa italiana († 2017)
- 1943 - Luiz Carlos Prates, giornalista, conduttore televisivo e conduttore radiofonico brasiliano
- 1943 - Bernard Tapie, imprenditore, politico e attore francese († 2021)
- 1944 - Rossella Artioli, politica italiana
- 1944 - Dermot Bradley, storico irlandese († 2009)
- 1944 - Piero Castiglioni, architetto e designer italiano
- 1944 - Angela Davis, attivista statunitense
- 1944 - Louis Gallois, dirigente d'azienda francese
- 1944 - Roberta Giusti, annunciatrice televisiva e conduttrice televisiva italiana († 1986)
- 1944 - Robert A. Holton, chimico statunitense († 2025)
- 1945 - Werner Camichel, bobbista svizzero († 2006)
- 1945 - Angelo Carrara, produttore discografico italiano († 2012)
- 1945 - Dan Etete, politico nigeriano
- 1945 - Ashley Hutchings, bassista inglese
- 1945 - Thom Jones, scrittore statunitense († 2016)
- 1945 - Barbara Kruger, artista statunitense
- 1945 - Mario Morello, ex calciatore italiano
- 1945 - Jacqueline du Pré, violoncellista britannica († 1987)
- 1945 - David Purley, pilota automobilistico britannico († 1985)
- 1945 - Jeremy Rifkin, economista, sociologo e attivista statunitense
- 1945 - Domenico Testa, politico italiano
- 1946 - Massimo Bontempelli, storico e filosofo italiano († 2011)
- 1946 - Michel Delpech, cantante francese († 2016)
- 1946 - Sergio Filippa, ex sciatore alpino italiano
- 1946 - John Linley Frazier, assassino statunitense († 2009)
- 1946 - Jonathan Israel, storico britannico
- 1946 - Charly Loubet, calciatore e allenatore di calcio francese († 2023)
- 1946 - Pino Masi, cantastorie italiano
- 1946 - Lilia Ravazzoli, cestista argentina († 2017)
- 1946 - Gene Siskel, critico cinematografico, giornalista e conduttore televisivo statunitense († 1999)
- 1947 - Robert Cailliau, informatico belga
- 1947 - Alberto Clò, economista italiano
- 1947 - Mark Dayton, ex politico statunitense
- 1947 - Patrick Dewaere, attore francese († 1982)
- 1947 - Richard Portnow, attore statunitense
- 1947 - Julija Rjabčinskaja, canoista sovietica († 1973)
- 1947 - Michel Sardou, cantante e attore francese
- 1947 - Oreste Scalzone, attivista italiano
- 1948 - Boris Davidovič Belkin, violinista russo
- 1948 - Sven-Åke Lundbäck, ex fondista svedese
- 1948 - Kōji Makaino, compositore giapponese
- 1948 - Francesco Nerli, politico italiano († 2020)
- 1948 - Rumen Petkov, animatore e fumettista bulgaro († 2018)
- 1948 - Vladimir Pil'guj, ex calciatore sovietico
- 1948 - Giuseppe Placidi, politico italiano
- 1948 - Jean-Pierre Tokoto, ex calciatore camerunese
- 1948 - Vann Williford, ex cestista statunitense
- 1949 - Massimo Bonavita, politico italiano († 2016)
- 1949 - Nella Brambatti, politica italiana († 2020)
- 1949 - Jonathan Carroll, scrittore statunitense
- 1949 - Pat Musick, doppiatrice statunitense
- 1949 - David Strathairn, attore statunitense
- 1950 - Gerhard Baudy, filologo classico tedesco
- 1950 - Bob Ford, ex cestista statunitense
- 1950 - Jörg Haider, politico austriaco († 2008)
- 1950 - Ivan Hlinka, hockeista su ghiaccio e allenatore di hockey su ghiaccio cecoslovacco († 2004)
- 1950 - Massimo Inguscio, fisico italiano
- 1950 - Paul Pena, compositore, cantante e chitarrista statunitense († 2005)
- 1950 - Antonio Pennacchi, scrittore italiano († 2021)
- 1950 - Sergio Tavčar, giornalista e telecronista sportivo italiano
- 1950 - Palmiro Ucchielli, politico italiano
- 1950 - Jack Youngblood, ex giocatore di football americano statunitense
- 1950 - Daniele Zanettovich, compositore e direttore d'orchestra italiano
- 1951 - Alfredo Bastianelli, diplomatico italiano
- 1951 - Horst Bernhardt, bobbista tedesco
- 1951 - Roy Goodman, cantante, violinista e direttore d'orchestra britannico
- 1951 - Steve Jay, bassista statunitense
- 1951 - Jarmila Kratochvílová, ex mezzofondista e velocista cecoslovacca
- 1951 - Steven Levy, giornalista statunitense
- 1951 - Mieczysław Nowicki, ex ciclista su strada polacco
- 1951 - Roberto Parlanti, ex calciatore italiano
- 1951 - Fulvio Pelli, avvocato, notaio e politico svizzero
- 1951 - Juan Planelles, ex calciatore spagnolo
- 1951 - Charles Saint-Prot, storico francese
- 1951 - David M. Schwarz, architetto e designer statunitense
- 1951 - Albio Sires, politico statunitense
- 1951 - Erick Wujcik, autore di giochi e autore di videogiochi statunitense († 2008)
- 1952 - Billy Greer, bassista, cantante e produttore discografico statunitense
- 1952 - Tom Henderson, ex cestista statunitense
- 1952 - Mimi Leder, regista e produttrice televisiva statunitense
- 1952 - Luciano Manuzzi, regista e sceneggiatore italiano
- 1952 - Carlos Olivier, attore e medico venezuelano († 2007)
- 1952 - Giuseppe Pisani, politico italiano
- 1952 - Jim Platt, allenatore di calcio e ex calciatore nordirlandese
- 1952 - Enrico Renna, compositore italiano
- 1952 - Mario Runco, fisico e ex astronauta statunitense
- 1952 - Renato Sarti, attore, drammaturgo e regista italiano
- 1952 - Christopher L. Stone, compositore statunitense
- 1953 - Emanuele Giordana, giornalista, scrittore e saggista italiano
- 1953 - Rick Hill, giocatore di football americano, attore e scrittore statunitense
- 1953 - C.J. Kupec, ex cestista statunitense
- 1953 - Clive Malcolm Griffiths, conduttore radiofonico e conduttore televisivo britannico
- 1953 - Klaus Müller, ex calciatore tedesco orientale
- 1953 - Anders Fogh Rasmussen, politico danese
- 1953 - Lucinda Williams, cantautrice statunitense
- 1954 - María Teresa Andruetto, scrittrice argentina
- 1954 - Antonio D'Orrico, giornalista, critico letterario e saggista italiano
- 1954 - Carlos Diarte, calciatore e allenatore di calcio paraguaiano († 2011)
- 1954 - Massimo Donelli, giornalista italiano
- 1954 - Victoria Vladimirovna Kovalčuk, illustratrice ucraina († 2021)
- 1954 - William Nolan, arcivescovo cattolico britannico
- 1954 - Viktor Žluktov, ex hockeista su ghiaccio russo
- 1955 - Björn Andrésen, attore e musicista svedese
- 1955 - Gail Blackburn, ex sciatrice alpina statunitense
- 1955 - Roberto Citran, attore italiano
- 1955 - Paolo Dal Fiume, allenatore di calcio e ex calciatore italiano
- 1955 - Mohamed el-Gohary Hanafy, ex cestista egiziano
- 1955 - Eddie van Halen, chitarrista olandese († 2020)
- 1955 - Lucía Méndez, attrice, cantante e imprenditrice messicana
- 1955 - Nadia Urbinati, politologa, storica della filosofia e giornalista italiana
- 1956 - Mohammad Ali Amir-Moezzi, islamista iraniano
- 1956 - Laura Curino, attrice, regista e drammaturga italiana
- 1956 - Steve Dobrogosz, pianista e compositore statunitense
- 1956 - Kuang Lubin, ex cestista cinese
- 1956 - Merab Megreladze, calciatore georgiano († 2012)
- 1956 - Brigitte Sy, attrice, regista e sceneggiatrice francese
- 1956 - Guido Tabellini, economista italiano
- 1957 - Akīs Agiomamitīs, allenatore di calcio e ex calciatore cipriota
- 1957 - Filippo D'Acquarone, giornalista e nobile italiano
- 1957 - Rolf Fringer, allenatore di calcio e ex calciatore austriaco
- 1957 - Vittorio Girotto, psicologo e neuroscienziato italiano († 2016)
- 1957 - Vlastimil Havlík, ex cestista e allenatore di pallacanestro ceco
- 1957 - Road Warrior Hawk, wrestler statunitense († 2003)
- 1957 - Dale McCourt, allenatore di hockey su ghiaccio e ex hockeista su ghiaccio canadese
- 1957 - Carlos Meléndez, ex calciatore spagnolo
- 1957 - Dado Parisini, compositore, arrangiatore e produttore discografico italiano
- 1957 - Kim Peyton, nuotatrice statunitense († 1986)
- 1958 - Anita Baker, cantante statunitense
- 1958 - Edgardo Bauza, ex calciatore e allenatore di calcio argentino
- 1958 - Xavier Becerra, politico e avvocato statunitense
- 1958 - Ellen DeGeneres, conduttrice televisiva, produttrice televisiva e comica statunitense
- 1958 - Gian Piero Gasperini, allenatore di calcio e ex calciatore italiano
- 1958 - Boris Isačenko, ex arciere sovietico
- 1958 - Vincenzo La Scola, tenore italiano († 2011)
- 1958 - Vitalij Logvin, ex schermidore sovietico
- 1958 - Fabio Massimi, ex calciatore italiano
- 1958 - Elluz Peraza, modella e attrice venezuelana
- 1958 - Moussa Sene Absa, regista, sceneggiatore e attore senegalese
- 1958 - Paolo Vero, direttore di coro italiano († 2015)
- 1958 - Sly Williams, ex cestista statunitense
- 1958 - Wu Xiaoxuan, ex tiratrice a segno cinese
- 1958 - Ivan Zazzaroni, giornalista, conduttore televisivo e opinionista italiano
- 1959 - Nuri Bilge Ceylan, regista, sceneggiatore e produttore cinematografico turco
- 1959 - Mircea Fulger, ex pugile rumeno
- 1959 - Bob Lazar, imprenditore statunitense
- 1959 - Gary Lux, cantante austriaco
- 1959 - Wanda Panfil, ex maratoneta e mezzofondista polacca
- 1959 - Salvador Sánchez, pugile messicano († 1982)
- 1959 - Erwin Vandenbergh, ex calciatore belga
- 1960 - Concetto Angelozzi, rugbista a 15 italiano
- 1960 - Ulf Bengtsson, tennistavolista svedese († 2019)
- 1960 - Lena Biolcati, cantante italiana
- 1960 - Jeanette Bolden, ex velocista statunitense
- 1960 - Emidio Cipollone, arcivescovo cattolico italiano
- 1960 - Valentin Jordanov, ex lottatore bulgaro
- 1960 - Bartolomé Mestre, ex calciatore spagnolo
- 1960 - Gary Plummer, ex giocatore di football americano statunitense
- 1960 - Aldo Polverari, compositore e musicista italiano († 1995)
- 1960 - María Rivas, cantante e chitarrista venezuelana († 2019)
- 1960 - Delio Rossi, allenatore di calcio e ex calciatore italiano
- 1960 - Carol Yager, statunitense († 1994)
- 1961 - Milena Balsamo, ex atleta paralimpica italiana
- 1961 - Alejandro García, ex calciatore messicano
- 1961 - Wayne Gretzky, ex hockeista su ghiaccio, allenatore di hockey su ghiaccio e dirigente sportivo canadese
- 1961 - Tom Keifer, cantante e musicista statunitense
- 1961 - Daniele Luttazzi, comico, conduttore televisivo e scrittore italiano
- 1961 - Pasquale Traini, allenatore di calcio, dirigente sportivo e ex calciatore italiano
- 1961 - Antonio Vázquez, ex arciere spagnolo
- 1962 - Craig Anton, attore statunitense
- 1962 - Lois Anvidalfarei, scultore italiano
- 1962 - Enzo Augello, pallamanista italiano
- 1962 - Marco Barrero, ex calciatore boliviano
- 1962 - Aleksandr Beljakov, ex slittinista sovietico
- 1962 - John Brown, allenatore di calcio e ex calciatore scozzese
- 1962 - Lynda Cornet, ex canottiera olandese
- 1962 - Angela D'Onghia, imprenditrice e politica italiana
- 1962 - Rainer Hoppe, ex pallanuotista tedesco
- 1962 - Angelo Jannone, carabiniere e dirigente d'azienda italiano
- 1962 - Anna LaCazio, cantautrice statunitense
- 1962 - Domenico Matassini, ex cestista italiano
- 1962 - Raúl Quiroga, dirigente sportivo, allenatore di pallavolo e ex pallavolista argentino
- 1962 - Oscar Ruggeri, ex calciatore e allenatore di calcio argentino
- 1962 - Joakim Wallner, ex sciatore alpino svedese
- 1962 - Carlos Xavier, allenatore di calcio e ex calciatore portoghese
- 1962 - Pedro Xavier, ex calciatore portoghese
- 1963 - Ian Alexander, ex calciatore britannico
- 1963 - Ümit Birol, calciatore turco († 2023)
- 1963 - Phil Dowd, ex arbitro di calcio inglese
- 1963 - Pierre-Yves Gayraud, costumista francese
- 1963 - Milko Ǵurovski, allenatore di calcio e ex calciatore macedone
- 1963 - Claudia Lonow, produttrice televisiva e attrice statunitense
- 1963 - Philip Mestdagh, allenatore di pallacanestro belga
- 1963 - José Mourinho, allenatore di calcio portoghese
- 1963 - Paulo Villas Boas de Almeida, ex cestista brasiliano
- 1963 - Andrew Ridgeley, cantante, chitarrista e produttore discografico britannico
- 1963 - Kensuke Tanabe, autore di videogiochi giapponese
- 1963 - Sarra Zaafrani, politica, ingegnere e funzionaria tunisina
- 1964 - Zeid Ra'ad Al Hussein, diplomatico giordano
- 1964 - Chico César, cantante, compositore e scrittore brasiliano
- 1964 - Christakīs Christoforou, allenatore di calcio e ex calciatore cipriota
- 1964 - Dias Graça, ex calciatore portoghese
- 1964 - Manuel Jiménez Jiménez, allenatore di calcio, dirigente sportivo e ex calciatore spagnolo
- 1964 - Paul Johansson, attore e regista statunitense
- 1964 - Wendy Melvoin, chitarrista e cantautrice statunitense
- 1964 - Nenad Milosevic, ex pallamanista bosniaco
- 1964 - Torkil Nielsen, ex calciatore faroese
- 1965 - Randy Allen, ex cestista statunitense
- 1965 - Merril Hoge, ex giocatore di football americano statunitense
- 1965 - Allison Hossack, attrice canadese
- 1965 - Catherine Martin, scenografa, costumista e produttrice cinematografica australiana
- 1965 - Kevin McCarthy, politico statunitense
- 1966 - Pál Fischer, ex calciatore ungherese
- 1966 - Andrew McDermott, cantante britannico († 2011)
- 1966 - Thierry Pauk, ex calciatore francese
- 1966 - Franco Porzio, ex pallanuotista italiano
- 1966 - Sonexay Siphandone, politico laotiano
- 1966 - Wayne Tinkle, allenatore di pallacanestro e ex cestista statunitense
- 1966 - Jan Villwock, ex cestista tedesco
- 1967 - Martí Batres, politico e avvocato messicano
- 1967 - Bryan Callen, attore e comico statunitense
- 1967 - Enzo Campagnoli, direttore d'orchestra e musicista italiano
- 1967 - Luca Ciriani, politico italiano
- 1967 - Valerio Malvezzi, politico italiano
- 1967 - Mauro Marino, conduttore radiofonico, personaggio televisivo e disc jockey italiano
- 1967 - Toshiyuki Morikawa, doppiatore giapponese
- 1967 - Col Needham, ingegnere britannico
- 1967 - Jean-Paul Rouve, attore, regista e sceneggiatore francese
- 1967 - Marcantonio Stiffi, ex bobbista italiano
- 1968 - Laurent Banide, allenatore di calcio e ex calciatore francese
- 1968 - Eric Davis, ex giocatore di football americano statunitense
- 1968 - Adrian Józef Galbas, arcivescovo cattolico polacco
- 1968 - Jan Jansson, ex calciatore svedese
- 1968 - Reggie Jordan, ex cestista e allenatore di pallacanestro statunitense
- 1968 - Takeshi Koike, animatore, illustratore e regista giapponese
- 1968 - Jesse Malin, cantautore statunitense
- 1968 - Andrea Valente, scrittore e illustratore italiano
- 1969 - Maarten den Bakker, dirigente sportivo e ex ciclista su strada olandese
- 1969 - Vincent Fang, compositore taiwanese
- 1969 - Katherine Healy, ex ballerina e attrice statunitense
- 1969 - Brian McMahan, chitarrista e cantante statunitense
- 1969 - The NextOne, produttore discografico, disc jockey e beatmaker italiano
- 1969 - Mike O'Hearn, culturista, attore e modello statunitense
- 1969 - Antonio Perazzi, scrittore e botanico italiano
- 1969 - Paolo Petronelli, ex pallanuotista italiano
- 1969 - George Tillman Jr., regista, sceneggiatore e produttore cinematografico statunitense
- 1970 - Bjarni Benediktsson, politico islandese
- 1970 - Franco Colturi, ex sciatore alpino italiano
- 1970 - Bob Donewald, allenatore di pallacanestro e dirigente sportivo statunitense
- 1970 - Kirk Franklin, musicista e cantante statunitense
- 1970 - Augusto Gama, allenatore di calcio e ex calciatore portoghese
- 1970 - Ricardo Lindo, ex cestista statunitense
- 1970 - Tracy Middendorf, attrice statunitense
- 1970 - David Perry, attore pornografico francese
- 1970 - Alessandra Sensini, ex velista e dirigente sportiva italiana
- 1971 - Hubert Aiwanger, politico tedesco
- 1971 - Daniele Caluri, fumettista italiano
- 1971 - Ivan Cerioli, ex ciclista su strada e pistard italiano
- 1971 - Dorian Gregory, attore statunitense
- 1971 - Màxim Huerta, giornalista, scrittore e politico spagnolo
- 1971 - Aygün Kazımova, cantante, compositrice e danzatrice azera
- 1971 - Li Ming, dirigente sportivo, allenatore di calcio e ex calciatore cinese
- 1971 - Lee Naylor, ex velocista australiana
- 1971 - Nélio da Silva Melo, ex calciatore brasiliano
- 1971 - Desideria Rayner, montatrice italiana
- 1971 - Ricardo Rojas, ex calciatore paraguaiano
- 1971 - Deathprod, musicista norvegese
- 1971 - Oleh Volosovskyj, architetto ucraino
- 1972 - Steve Anderson, bassista, compositore e produttore discografico britannico
- 1972 - Cyia Batten, attrice, ballerina e imprenditrice statunitense
- 1972 - Jevhen Buslovič, lottatore ucraino († 2007)
- 1972 - Stefano Dellio, pilota motociclistico italiano
- 1972 - David Gallego, allenatore di calcio e ex calciatore spagnolo
- 1972 - Trygve Kjensli, arbitro di calcio norvegese
- 1972 - Willi Pittana, ex calciatore italiano
- 1972 - Werner Rathmayr, ex saltatore con gli sci austriaco
- 1972 - Planningtorock, musicista inglese
- 1973 - Lutz Bachmann, attivista tedesco
- 1973 - Jennifer Crystal, attrice statunitense
- 1973 - Melvil Poupaud, attore, regista e sceneggiatore francese
- 1973 - Morris Manolo Ripa, ex calciatore italiano
- 1973 - Brendan Rodgers, allenatore di calcio e ex calciatore nordirlandese
- 1973 - Mayu Shinjō, fumettista giapponese
- 1973 - Xiao Jian, ex calciatore cinese
- 1974 - Giuseppe Anaclerio, ex calciatore italiano
- 1974 - Albert van den Berg, rugbista a 15 sudafricano
- 1974 - David Castedo, ex calciatore spagnolo
- 1974 - César Cruchaga, ex calciatore spagnolo
- 1974 - Elena Donati, ex nuotatrice italiana
- 1974 - Rival Capone, rapper belga
- 1974 - Simone Malusà, ex snowboarder italiano
- 1974 - Kornélia Mészáros, ex cestista ungherese
- 1974 - Radka Popova, ex biatleta bulgara
- 1974 - Denis Stojkov, ex pentatleta russo
- 1974 - Omar Treviño Morales, criminale messicano
- 1974 - Kim van Kooten, attrice, sceneggiatrice e doppiatrice olandese
- 1975 - Tonje Larsen, ex pallamanista norvegese
- 1975 - Frankie Rayder, supermodella statunitense
- 1975 - John Tait, ex giocatore di football americano statunitense
- 1975 - Pia Wunderlich, ex calciatrice tedesca
- 1975 - Zhang Yong, ex calciatore e ex giocatore di calcio a 5 cinese
- 1976 - Willie Adler, chitarrista statunitense
- 1976 - Yasmine Belmadi, attore francese († 2009)
- 1976 - Ebru Ceylan, sceneggiatrice turca
- 1976 - Hitomi, cantante e attrice giapponese
- 1976 - Aleksej Lebedinec, pentatleta russo
- 1976 - Georgia Luzi, conduttrice televisiva italiana
- 1976 - Gilles Marini, attore e modello francese
- 1976 - Anita Nair, scrittrice indiana
- 1976 - Marco Ruggiero, musicista italiano
- 1976 - Antonio Salvatore Trevisi, politico italiano
- 1976 - Loredana Trigilia, schermitrice italiana
- 1977 - Hassouneh Al-Sheikh, ex calciatore giordano
- 1977 - Nicholaus Arson, chitarrista svedese
- 1977 - Davide Carraro, vescovo cattolico e missionario italiano
- 1977 - Vince Carter, ex cestista statunitense
- 1977 - Ēriks Ešenvalds, compositore lettone
- 1977 - Justin Gimelstob, allenatore di tennis e ex tennista statunitense
- 1977 - Piotr Haczek, ex velocista polacco
- 1977 - Jérôme Jeannet, schermidore francese
- 1977 - Hemky Madera, attore dominicano
- 1977 - Rinaldo Melucci, politico italiano
- 1977 - Etienne Mermer, allenatore di calcio e ex calciatore vanuatuano
- 1977 - Marsha Moreau, attrice canadese
- 1977 - Park Hae-il, attore sudcoreano
- 1977 - Jorge Pina Pérez, schermidore spagnolo
- 1978 - Nastja Čeh, ex calciatore sloveno
- 1978 - Falete, cantante spagnolo
- 1978 - Lucie Grolichová, pentatleta ceca
- 1978 - Celia Keenan-Bolger, attrice e cantante statunitense
- 1978 - Giovanni Morabito, allenatore di calcio e ex calciatore italiano
- 1978 - Corina Morariu, ex tennista statunitense
- 1978 - Kelly Stables, attrice statunitense
- 1978 - Almir Sulejmanović, allenatore di calcio e ex calciatore sloveno
- 1978 - Andres Torres, ex giocatore di baseball statunitense
- 1979 - Girdon Connor, ex calciatore anguillano
- 1979 - Artem Datsyshyn, ballerino ucraino († 2022)
- 1979 - Edward Hogg, attore britannico
- 1979 - Maksym Kalynyčenko, ex calciatore ucraino
- 1979 - Orie Kimoto, doppiatrice giapponese
- 1979 - Erik Lincar, allenatore di calcio e ex calciatore romeno
- 1979 - Sander Loones, politico belga
- 1979 - Edgar Martínez, allenatore di calcio e ex calciatore uruguaiano
- 1979 - Cătălin Munteanu, allenatore di calcio e ex calciatore rumeno
- 1979 - Sara Rue, attrice statunitense
- 1980 - Nader Al-Massri, mezzofondista palestinese
- 1980 - Adrian Budka, calciatore polacco
- 1980 - Corina Monica Ciorbă, cantante romena
- 1980 - Cédric Coutouly, ex ciclista su strada francese
- 1980 - Phil Dalhausser, ex giocatore di beach volley statunitense
- 1980 - Taylor James, attore britannico
- 1980 - Sanae Kobayashi, doppiatrice giapponese
- 1980 - Dennis Norman, ex giocatore di football americano statunitense
- 1980 - Maximiliano Pellegrino, ex calciatore argentino
- 1980 - Tom Skinner, batterista, percussionista e produttore discografico inglese
- 1981 - Richard Antinucci, pilota automobilistico statunitense
- 1981 - Walter Bressan, allenatore di calcio e ex calciatore italiano
- 1981 - José de Jesús Corona, calciatore messicano
- 1981 - Gustavo Dudamel, violinista e direttore d'orchestra venezuelano
- 1981 - Ronald Dupree, ex cestista e allenatore di pallacanestro statunitense
- 1981 - Aleksandr Fëdorov, pallanuotista russo
- 1981 - Glen Fitzpatrick, calciatore irlandese
- 1981 - Juan José Haedo, ex ciclista su strada argentino
- 1981 - Hannes Hopley, ex discobolo e pesista sudafricano
- 1981 - Andrea Lisuzzo, allenatore di calcio e ex calciatore italiano
- 1981 - Colin O'Donoghue, attore e musicista irlandese
- 1981 - Edwin Ouon, ex calciatore francese
- 1981 - Pakito, disc jockey francese
- 1981 - Leandro Somoza, allenatore di calcio e ex calciatore argentino
- 1981 - Alexander Yellen, regista e direttore della fotografia statunitense
- 1982 - Gō Ayano, attore giapponese
- 1982 - Wes Brown, attore statunitense
- 1982 - Olena Chološa, altista ucraina
- 1982 - Justin Cochrane, ex calciatore antiguo-barbudano
- 1982 - Biranna Diop, ex calciatore senegalese
- 1982 - Cord Jefferson, sceneggiatore, regista e giornalista statunitense
- 1982 - KCM, cantante sudcoreano
- 1982 - Benoit Manno, pugile italiano
- 1982 - Tomoko Suzuki, ex calciatrice giapponese
- 1982 - Brahim Takioullah, marocchino
- 1982 - Eva Vítečková, ex cestista ceca
- 1982 - Marco Zaramello, ex giocatore di calcio a 5 brasiliano
- 1983 - Nikita Bell, ex cestista statunitense
- 1983 - Arturo Casado, mezzofondista spagnolo
- 1983 - Marek Čech, ex calciatore slovacco
- 1983 - Michele Diomà, regista e produttore cinematografico italiano
- 1983 - Martín Gómez, ex calciatore argentino
- 1983 - John Andreas Husøy, calciatore norvegese
- 1983 - Lee Jae-jin, giocatore di badminton sudcoreano
- 1983 - Shaun Maloney, allenatore di calcio e ex calciatore scozzese
- 1983 - Jensy Muñoz, ex calciatore cubano
- 1983 - Fisnik Nuhi, ex calciatore macedone
- 1983 - Richard Phillips, ostacolista giamaicano
- 1983 - Dimitri Szarzewski, ex rugbista a 15 francese
- 1984 - Igor Angulo, ex calciatore spagnolo
- 1984 - Kelli Barrett, attrice statunitense
- 1984 - Leandro Becerra, ex calciatore argentino
- 1984 - Laura Christensen, attrice danese
- 1984 - Erma-Gene Evans, giavellottista santaluciana
- 1984 - Christer Fjellstad, calciatore norvegese
- 1984 - Rubén Marcelo Gómez, ex calciatore argentino
- 1984 - Luboš Hušek, calciatore ceco
- 1984 - Alex Izykowski, ex pattinatore di short track statunitense
- 1984 - Jung Hyo-jung, schermitrice sudcoreana
- 1984 - Ol'ha Krasnikova, cestista ucraina
- 1984 - Luo Xuejuan, nuotatrice cinese
- 1984 - Antonio Rukavina, ex calciatore serbo
- 1984 - Simonetta Spiri, cantante italiana
- 1984 - Jurij Trofimov, ex ciclista su strada e mountain biker russo
- 1984 - Iain Turner, ex calciatore scozzese
- 1984 - Grzegorz Wojtkowiak, ex calciatore polacco
- 1984 - Izak van der Merwe, ex tennista sudafricano
- 1985 - Luciano Aquino, ex hockeista su ghiaccio canadese
- 1985 - Valentina Arrighetti, ex pallavolista italiana
- 1985 - Steeve Gustan, calciatore francese
- 1985 - Edwin Hodge, attore statunitense
- 1985 - Rusko, produttore discografico e disc jockey britannico
- 1985 - Florin Mergea, tennista rumeno
- 1985 - Gastón Merlo, calciatore argentino
- 1985 - Dosseh, rapper francese
- 1986 - Arnór Sveinn Aðalsteinsson, ex calciatore islandese
- 1986 - Ljudmyla Bikmullina, modella ucraina
- 1986 - Chris Davis, ex cestista statunitense
- 1986 - Gerald Green, ex cestista e allenatore di pallacanestro statunitense
- 1986 - Matt Heafy, cantautore, chitarrista e produttore discografico statunitense
- 1986 - David Holston, cestista statunitense
- 1986 - DJ Arafat, disc jockey ivoriano († 2019)
- 1986 - Kim Jae-joong, cantante e attore sudcoreano
- 1986 - Eva Maydell, politica bulgara
- 1986 - Filomena Micato, ex cestista mozambicana
- 1986 - Thiago Pereira, ex nuotatore brasiliano
- 1986 - Trésor Salakiaku, ex calciatore congolese (Repubblica Democratica del Congo)
- 1986 - Heather Stanning, canottiera britannica
- 1986 - Shun Sugawara, ex giocatore di football americano e allenatore di football americano giapponese
- 1986 - Anthony Wallace, ex calciatore statunitense
- 1986 - Taylor Wilde, wrestler canadese
- 1986 - Mustapha Yatabaré, ex calciatore francese
- 1987 - Raven Alexis, attrice pornografica statunitense († 2022)
- 1987 - Giulio Beranek, attore italiano
- 1987 - Issaga Diallo, ex calciatore senegalese
- 1987 - Evil, wrestler giapponese
- 1987 - Andrew J. Ferchland, attore statunitense
- 1987 - Aniuar Geduev, lottatore russo
- 1987 - Sebastian Giovinco, ex calciatore italiano
- 1987 - Gojko Kačar, allenatore di calcio e ex calciatore serbo
- 1987 - Danijar Kenžegulov, giocatore di calcio a 5 kazako
- 1987 - Cheikh Koma, ex cestista senegalese
- 1987 - Valentina Licata, calciatrice italiana
- 1987 - Jakub Mareš, calciatore ceco
- 1987 - Ryan Taylor, wrestler statunitense
- 1987 - Jan Tømmernes, calciatore norvegese
- 1987 - Rigoberto Urán, ex ciclista su strada colombiano
- 1987 - Lucas de Deus, pallavolista brasiliano
- 1988 - Ruslan Albegov, sollevatore russo
- 1988 - Błażej Augustyn, calciatore polacco
- 1988 - Dan Bailey, giocatore di football americano statunitense
- 1988 - Dimitrios Chondrokoukis, altista greco
- 1988 - Ashley Engle, pallavolista statunitense
- 1988 - Elías Ricardo Figueroa, ex calciatore uruguaiano
- 1988 - Gary Hooper, calciatore inglese
- 1988 - KC Rebell, rapper tedesco
- 1988 - Tokimonsta, disc jockey e produttrice discografica statunitense
- 1988 - Davide Michielli, giocatore di curling italiano
- 1988 - Philipp Pircher, ex hockeista su ghiaccio italiano
- 1988 - Omar Ramos, calciatore spagnolo
- 1988 - Mia Rose, cantautrice e youtuber britannica
- 1988 - Aleksej Rybin, ex calciatore russo
- 1988 - Jefferson Gomes de Oliveira, calciatore brasiliano
- 1988 - Ewelina Sieczka, pallavolista polacca
- 1988 - Luca Siligardi, calciatore italiano
- 1989 - Raymond Baten, ex calciatore olandese
- 1989 - Bar Belfer, attrice, militare e giornalista israeliana
- 1989 - MarShon Brooks, cestista statunitense
- 1989 - Teon Freeman, wrestler statunitense
- 1989 - Paulo Roberto Gonzaga, ex calciatore brasiliano
- 1989 - Curtis Gonzales, calciatore trinidadiano
- 1989 - Jin Ki-joo, attrice sudcoreana
- 1989 - Jesper Juelsgård, calciatore danese
- 1989 - Uladzimir Jurčanka, ex calciatore bielorusso
- 1989 - Sherzod Karimov, ex calciatore uzbeko
- 1989 - Kerim Lechner, batterista austriaco
- 1989 - Li Lingwei, giavellottista cinese
- 1989 - Lin Qingfeng, sollevatore cinese
- 1989 - Tim Lindgren, ex sciatore alpino svedese
- 1989 - Álex Llorca, cestista spagnolo
- 1989 - Laxmirani Majhi, ex arciera indiana
- 1989 - Marin Matoš, calciatore croato
- 1989 - Celso Ortiz, calciatore paraguaiano
- 1989 - Ádám Présinger, calciatore ungherese
- 1989 - Óskar Pétursson, calciatore islandese
- 1989 - Tiago Real, calciatore brasiliano
- 1989 - Aura Rolenzetti, modella e attrice italiana
- 1989 - Torrey Smith, giocatore di football americano statunitense
- 1989 - Jan Urbas, hockeista su ghiaccio sloveno
- 1989 - Ruy Franco de Almeida Júnior, calciatore brasiliano
- 1989 - Milton Álvarez, calciatore argentino
- 1990 - Kévin Afougou, calciatore francese
- 1990 - Nawaf Al-Abed, calciatore saudita
- 1990 - Qadr Amin, calciatore zimbabwese
- 1990 - Marvin Baudry, calciatore francese
- 1990 - Steevy Chong Hue, calciatore francese
- 1990 - Diego Renan, calciatore brasiliano
- 1990 - Hem Thon Ponleu, ex nuotatore cambogiano
- 1990 - Ra'Shad James, cestista statunitense
- 1990 - Radoslav Jankov, snowboarder bulgaro
- 1990 - Alexander Kopacz, bobbista canadese
- 1990 - Jurij Kuzubov, scacchista ucraino
- 1990 - Christopher Massey, attore e rapper statunitense
- 1990 - Sergio Pérez, pilota automobilistico messicano
- 1990 - Aurimė Rinkevičiūtė, cestista lituana
- 1990 - Aaron Royle, triatleta australiano
- 1990 - Peter Sagan, ex ciclista su strada, ex mountain biker e ex ciclocrossista slovacco
- 1990 - Yannick Kakoko, allenatore di calcio e ex calciatore tedesco
- 1990 - Dawid Szulczek, allenatore di calcio polacco
- 1990 - Kawin Thamsatchanan, calciatore thailandese
- 1991 - Alex Sandro, calciatore brasiliano
- 1991 - Esteban Andrada, calciatore argentino
- 1991 - Marc Bischofberger, sciatore freestyle svizzero
- 1991 - Larisa Cerić, judoka bosniaca
- 1991 - Ali Crawford, calciatore scozzese
- 1991 - Rachel DiPillo, attrice statunitense
- 1991 - Oscar Gobern, calciatore inglese
- 1991 - Esteban González, calciatore uruguaiano
- 1991 - Roman Košelev, bobbista russo
- 1991 - T.J. McDonald, giocatore di football americano statunitense
- 1991 - Nicolò Melli, cestista italiano
- 1991 - Nico Mirallegro, attore britannico
- 1991 - Martí Riverola, calciatore spagnolo
- 1991 - Ronei Gleison Rodrigues dos Reis, calciatore brasiliano
- 1991 - Manti Te'o, ex giocatore di football americano statunitense
- 1991 - Pål Varhaug, ex pilota automobilistico norvegese
- 1991 - Akeem Williams, ex cestista statunitense
- 1992 - Mauricio Affonso, calciatore uruguaiano
- 1992 - Sasha Banks, wrestler statunitense
- 1992 - Taylor Crabb, pallavolista statunitense
- 1992 - Yvonne Daldossi, pattinatrice di velocità su ghiaccio italiana
- 1992 - Abdul Gaddy, cestista statunitense
- 1992 - Marwan Hussein, calciatore iracheno
- 1992 - Salvador Ichazo, calciatore uruguaiano
- 1992 - Wahyt Orazsähedow, calciatore turkmeno
- 1992 - Marvin Plattenhardt, ex calciatore tedesco
- 1992 - Francesco Puppi, maratoneta e fondista di corsa in montagna italiano
- 1992 - Alassane També, ex calciatore francese
- 1992 - Simon d'Artois, sciatore freestyle canadese
- 1993 - Miguel Borja, calciatore colombiano
- 1993 - Cameron Bright, attore canadese
- 1993 - Edu Campabadal, calciatore spagnolo
- 1993 - Lana Clelland, calciatrice scozzese
- 1993 - Giuseppe De Domenico, attore italiano
- 1993 - Till Gloger, cestista tedesco
- 1993 - Tanner McEvoy, giocatore di football americano statunitense
- 1993 - Kevin Pangos, cestista canadese
- 1993 - Alice Powell, pilota automobilistica britannica
- 1993 - Preston Rabb, ex giocatore di football americano e allenatore di football americano statunitense
- 1993 - Angela Raffa, politica italiana
- 1993 - Anna Schaffelhuber, sciatrice alpina tedesca
- 1993 - Mykyta Ševčenko, calciatore ucraino
- 1993 - Vasilisa Stepanova, canottiera russa
- 1993 - Florian Thauvin, calciatore francese
- 1993 - Julius Wolf, cestista tedesco
- 1993 - Iryna Žuk, astista bielorussa
- 1993 - Ilka van de Vyver, pallavolista belga
- 1994 - Omar Midani, calciatore siriano
- 1994 - Stephanie Catley, calciatrice australiana
- 1994 - Kenyan Drake, ex giocatore di football americano statunitense
- 1994 - Ellinoora, cantante finlandese
- 1994 - Kilian Frankiny, ex ciclista su strada svizzero
- 1994 - Tatiána Goúsin, altista greca
- 1994 - Montrezl Harrell, cestista statunitense
- 1994 - Salim Khelifi, calciatore svizzero
- 1994 - Michail Merkulov, ex calciatore russo
- 1994 - Dmytro Myšn'ov, calciatore ucraino
- 1994 - Hazel Ortiz, pallavolista portoricana
- 1994 - Leonardo Povea, calciatore cileno
- 1994 - Joseph Quinn, attore britannico
- 1994 - Kendrick Ray, cestista statunitense
- 1995 - Steven Almeida, calciatore messicano
- 1995 - Juan David Castañeda, calciatore colombiano
- 1995 - Jean-Charles Castelletto, calciatore francese
- 1995 - Tomáš Chorý, calciatore ceco
- 1995 - Joshua Dobbs, giocatore di football americano statunitense
- 1995 - Ross Dwelley, giocatore di football americano statunitense
- 1995 - Jordan Johnson, cestista statunitense
- 1995 - Nicolás Leguizamón, calciatore argentino
- 1995 - Felix Lohkemper, calciatore tedesco
- 1995 - Alexander Madsen, cestista finlandese
- 1995 - Nemanja Maksimović, calciatore serbo
- 1995 - Jakub Nečas, calciatore ceco
- 1995 - Cristian Ponde, calciatore portoghese
- 1995 - Ilaria Rigon, calciatrice italiana
- 1995 - Garry Ringrose, rugbista a 15 irlandese
- 1995 - Agustín Sufi, calciatore argentino
- 1995 - Ivan Tauferer, ex hockeista su ghiaccio italiano
- 1995 - Matheus de Mello Costa, calciatore brasiliano
- 1996 - Junior Ajayi, calciatore nigeriano
- 1996 - Zakaria Bakkali, calciatore belga
- 1996 - Tyger Drew-Honey, attore britannico
- 1996 - Daeshon Francis, cestista statunitense
- 1996 - Jonas Föhrenbach, calciatore tedesco
- 1996 - Liam Gordon, calciatore scozzese
- 1996 - Alexis Guendouz, calciatore algerino
- 1996 - Hwang Hee-chan, calciatore sudcoreano
- 1996 - Sakina Karchaoui, calciatrice francese
- 1996 - Tomasz Loska, calciatore polacco
- 1996 - María Pedraza, attrice e ballerina spagnola
- 1996 - Paola Rojas, pallavolista portoricana
- 1996 - Kortne Ford, ex calciatore statunitense
- 1996 - Cristhian Tizón, calciatore uruguaiano
- 1996 - Esmee Visser, pattinatrice di velocità su ghiaccio olandese
- 1997 - Zaid Al-Bawardi, calciatore saudita
- 1997 - Bernald Alfaro, calciatore costaricano
- 1997 - Edoardo Caneschi, pallavolista italiano
- 1997 - Boban Georgiev, calciatore macedone
- 1997 - Mirlind Kryeziu, calciatore kosovaro
- 1997 - Kassim M'Dahoma, calciatore comoriano
- 1997 - Jimmy Martínez, calciatore cileno
- 1997 - Julio Pleguezuelo, calciatore spagnolo
- 1997 - Marcos Vinícius Sousa Natividade, calciatore brasiliano
- 1997 - Keanu Staude, calciatore tedesco
- 1997 - Gedion Zelalem, calciatore tedesco
- 1997 - Žan Žužek, calciatore sloveno
- 1997 - Svetlana Ševelëva, schermitrice russa
- 1998 - William Blumberg, ex tennista statunitense
- 1998 - Darío Cáceres, calciatore paraguaiano
- 1998 - Danilo Fischetti, rugbista a 15 italiano
- 1998 - Lamine Fomba, calciatore francese
- 1998 - Bimal Gharti Magar, calciatore nepalese
- 1998 - Kyle Kothari, tuffatore britannico
- 1998 - Moon Bin, cantante, ballerino e attore sudcoreano († 2023)
- 1998 - Víctor Moreno, cestista spagnolo
- 1998 - Pipa, calciatore spagnolo
- 1998 - Alfred Scriven, calciatore keniota
- 1998 - Amadeus Sögaard, calciatore svedese
- 1998 - Stefano Sottile, altista italiano
- 1998 - Easah Suliman, calciatore inglese
- 1998 - Jan Zabystřan, sciatore alpino ceco
- 1998 - Svajūnas Čyžas, calciatore lituano
- 1999 - Ashafar, rapper olandese
- 1999 - Leonardo Balerdi, calciatore argentino
- 1999 - Souley Boum, cestista statunitense
- 1999 - Travis Etienne, giocatore di football americano statunitense
- 1999 - Giorgia Milesi, calciatrice italiana
- 1999 - Drake Rodger, attore statunitense
- 1999 - Oskar Snorre, calciatore danese
- 1999 - Rabia Soytürk, attrice turca
- 1999 - Matías Starna, giocatore di calcio a 5 argentino
- 1999 - Máté Szabó, calciatore ungherese
- 1999 - Valère Thiébaud, ex ciclista su strada e pistard svizzero
- 1999 - İsmail Yüksek, calciatore turco
- 2000 - Maksym Aharušev, pentatleta ucraino
- 2000 - Caolan Boyd-Munce, calciatore nordirlandese
- 2000 - Nicolas Castelnovo, canottiere italiano
- 2000 - Jarred Elliott, giocatore di badminton sudafricano
- 2000 - Ester Expósito, attrice e modella spagnola
- 2000 - Darius Garland, cestista statunitense
- 2000 - Ryan Giles, calciatore inglese
- 2000 - Shunsuke Izumiya, ostacolista giapponese
- 2000 - Romy Jatzko, pallavolista tedesca
- 2000 - Levan Kharabadze, calciatore georgiano
- 2000 - Damian Papierski, ciclista su strada, pistard e ciclocrossista polacco
- 2000 - Aleksej Sarana, scacchista russo
- 2000 - Asahi Sasaki, calciatore giapponese
- 2000 - Nuno Tavares, calciatore portoghese
- 2000 - Amber Tysiak, calciatrice belga

## XXI secolo(37)
- 2001 - Ojārs Bērziņš, cestista lettone
- 2001 - Geny Catamo, calciatore mozambicano
- 2001 - Matt Goncalves, giocatore di football americano statunitense
- 2001 - Giovanni Manu, giocatore di football americano tongano
- 2001 - Ai Ogura, pilota motociclistico giapponese
- 2001 - Isaac Okoro, cestista statunitense
- 2001 - Žiga Samar, cestista sloveno
- 2001 - Mattéo Vercher, ciclista su strada e ciclocrossista francese
- 2002 - Lucas Acosta, calciatore uruguaiano
- 2002 - Dar'ja Astachova, tennista russa
- 2002 - Costanza Cocconcelli, nuotatrice italiana
- 2002 - Jomaine Consbruch, calciatore tedesco
- 2002 - Hamidou Diallo, calciatore maliano
- 2002 - Sam Greenwood, calciatore inglese
- 2002 - Ntando Mahlangu, atleta paralimpico sudafricano
- 2002 - Sergio Massidda, sollevatore italiano
- 2002 - Yanis Meziane, mezzofondista francese
- 2002 - Yang Junxuan, nuotatrice cinese
- 2003 - Josué Mwimba Isala, calciatore congolese (Repubblica Democratica del Congo)
- 2003 - Mohamed Nassoh, calciatore marocchino
- 2003 - Eliel Chrystian Pereira Silva, calciatore brasiliano
- 2003 - Alfie Templeman, cantautore e polistrumentista britannico
- 2004 - Jacob Andersen, calciatore danese
- 2004 - Germán Barrios, calciatore uruguaiano
- 2004 - Mehdi Boukamir, calciatore marocchino
- 2004 - Kévin Keben, calciatore camerunese
- 2004 - Julia Kink, biatleta tedesca
- 2004 - Evy Leibfarth, canoista statunitense
- 2004 - Zrinka Ljutić, sciatrice alpina croata
- 2004 - Andrea Raccagni, ciclista su strada italiano
- 2004 - Santiago Ramos, pilota automobilistico messicano
- 2004 - Addison Riecke, attrice, cantante e modella statunitense
- 2004 - Gina del Rio, fondista andorrana
- 2004 - Tijmen van der Helm, pilota automobilistico olandese
- 2005 - Kyriani Sabbe, calciatore belga
- 2006 - Emileen Moore, nuotatrice artistica statunitense
- 2007 - Eden Dambrine, attore e modello belga

## Senza anno specificato(3)
- Massimo Siviero, scrittore italiano
- Zanobi, vescovo e santo italiano
- Geremia da Beinette, religioso italiano